# April Fool

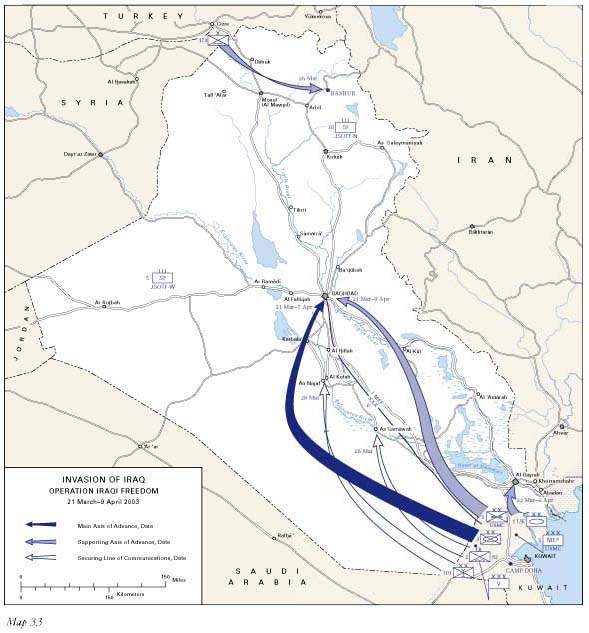
Plan véritable d'invasion de l'Irak

April Fool (équivalent anglais de poisson d'avril) est le nom de code d'un espion et agent double supposé avoir joué un rôle-clé dans la chute du président Saddam Hussein.
D'après les mémoires du général Tommy Franks, commandant américain ayant mené l'invasion de l'Irak en 2003, April Fool, officier américain, aurait été approché par un agent de renseignement irakien travaillant sous la couverture de diplomate. April Fool aurait alors vendu à l'Irak de faux plans d'invasion classés secret défense. Cette tromperie aurait poussé les militaires irakiens à déployer la majeure partie de leurs forces dans le Nord et l'Ouest de l'Irak, pour l'anticipation d'attaques depuis la Turquie ou la Jordanie, qui ne vinrent jamais. Cette manœuvre réduisit considérablement les capacités de défense du reste de l'Irak et facilita de manière significative l'attaque véritable à partir du Koweït et du Golfe Persique, au Sud-ouest. Mal défendue, Bagdad tomba en quelques semaines.